# 부시니역
부시니역(프랑스어: Gare de Bussigny)은 스위스 보주의 부시니 지자체에 있는 기차역이다. 스위스 연방 철도의 여러 표준궤 노선의 중간 정류장이다.

## 운행편
2021년 12월 시간표 변경에 따라 부시니에서 다음 서비스가 정차한다.
- RER 보 :
  - S1 / S5 : 그랑송과 로잔 사이를 30분 간격으로 운행. 다른 모든 열차는 로잔에서 베(주중) 또는 에이글(주말)까지 계속 운행
  - S2 : 발로브와 에이글 사이의 시간별 서비스
  - S22 : 발로브 경유 르브라간 러시아워 서비스